# OTRS
O OTRS, é um sistema de gestão de serviços de que pode ser usado para gerenciar automação de fluxos de trabalho, notificações e chamados foi criado em 2001 por Martin Edenhofer e hoje mantido pelo Grupo OTRS. O Software é muito robusto com muitas opções de parametrizações o que o torna flexível para atender diversos tipos de negócios, sendo usado por grande e pequenas empresas no Brasil e no mundo.
O sistema possui uma versão de código aberto chamado ((OTRS)) Community. A versão comunidade foi oficialmente descontinuada pelo Grupo OTRS e não recebe mais atualizações de segurança, funcionalidade ou versão. Em contra partida, o Grupo OTRS concluiu o lançamento de uma nova versão chamada OTRS 8, que possui suporte oficial do fabricante, diversas melhorias, novos módulos e modificações em sua interface.

## Visão geral
O OTRS é mais do que um sistema de notificação de mailing list para as solicitações de rótulos. Cada rótulo gerado pelo sistema tem persistência ou "história", mostrando o que aconteceu com o rótulo dentro do seu ciclo de vida.
OTRS tem a capacidade de fundir várias solicitações sobre o mesmo incidente, tornando possível trabalhar com um incidente, em vez de sobre os pedidos singulares. OTRS é um sistema multiusuário, o que significa que vários agentes podem funcionar simultaneamente sobre os rótulos no OTRS, ler as mensagens recebidas, trazendo-as em ordem, e respondê-las. O OTRS é altamente escalável, capaz de lidar com milhares de rótulos por dia e um número quase ilimitado de agentes que trabalham simultaneamente.
O OTRS integrou a funcionalidade para a criação, reformulação e procura de textos FAQ. Os textos FAQ podem ser incorporados em respostas dos agentes nos rótulos.
Usando uma interface de usuário web multilingue, o OTRS é utilizável independentemente dos respectivos sistemas operacionais, uma vez que é operado a partir de um navegador. Por outro lado, isto facilita a utilização do OTRS por agentes externos ou mesmo clientes que participam, trabalham ou contribuem com os rótulos.
O OTRS estabelece um quadro de funções. Por exemplo, sistema de manipulação de incidentes SIRIOS da BSI, na Alemanha, é baseado no OTRS.

## Tecnologia
O OTRS foi implementado na linguagem de programação Perl. A interface Web é feita de maneira mais amigável usando JavaScript. Diferentes funções são implementadas como módulos de back-end reutilizáveis, tornando possível a criação de módulos personalizados para estender as funções do sistema.
A interface Web usa seu próprio mecanismo de modelagem chamado DTL (Dynamic Template Language, linguagem dinâmica de modelos) para facilitar a visualização dos dados de saída do sistema. Na versão 4 esse mecanismo de template foi alterado para o Template Toolkit, as extensões antes .dtl foram alteradas para .tt.
Originalmente, OTRS trabalhava apenas em bancos de dados MySQL. Já se incluiu suporte para PostgreSQL, Oracle, DB2 e Microsoft SQL Server até a versão 5, na versão 6 Microsoft SQL Server deixou de ser suportado. O OTRS pode ser usado em muitas plataformas Unix ou similares (como por exemplo GNU/Linux, Mac OS X, FreeBSD, etc), no Microsoft Windows ele deixou de ser suportado na versão 4.
A escalabilidade dos sistemas OTRS pode ser aumentada usando mod_perl para o servidor Web Apache, ou através da separação da base de dados e sistemas de servidor Web, que permite um grande número de agentes trabalhando simultaneamente e altos volumes de rótulos e nas versões mais recentes é possível usar vários servidores Web.
Em ambientes Unix e similares, o OTRS trabalha em estreita colaboração com os programas do sistema, como o agente de transferência de correio eletrônico Postfix ou o filtro procmail.

## Complementos
O OTRS tem um mecanismo de plugin, e muitos programadores têm escrito tais complementos. Em março de 2011 um repositório público chamado OPAR (OTRS Package ARchive) foi iniciado e até outubro de 2012 publicaram-se cerca de 60 complementos. Esses complementos trazem novas funções para o OTRS.